# 21114 Bernson
21114 Bernson è un asteroide della fascia principale. Scoperto nel 1992, presenta un'orbita caratterizzata da un semiasse maggiore pari a 2,3243681 UA e da un'eccentricità di 0,1137541, inclinata di 4,42326° rispetto all'eclittica.